# Championnat d'Europe masculin de rink hockey des moins de 17 ans 2010
Navigation
Édition précédente Édition suivante
Le Championnat d'Europe de rink hockey masculin des moins de 17 ans 2010 est la 29e édition de la compétition organisée par le Comité européen de rink hockey et réunissant tous les ans les meilleures nations européennes. Cette édition a lieu à Northampton, en Angleterre, du 30 août au 4 septembre 2010.
C'est l'Espagne qui remporte ce Championnat d'Europe de rink hockey masculin des moins de 17 ans pour la 14e fois.

## Participants
Neuf équipes prennent part à la compétition :
- Allemagne
- Andorre
- Angleterre
- Autriche
- Espagne
- France
- Italie
- Portugal
- Suisse

## Format
Une première phase de groupe se dispute selon la formule d'un championnat où chaque équipe rencontre une fois tous ses adversaires. Lors de cette première phase, les équipes se voient attribuer respectivement 3 points, 1 point et 0 point pour une victoire, un nul et une défaite.

## Résultats

### Phase de groupe
Poule A
| Rang | Équipe    | Pts | J | G | N | P | Bp | Bc | Diff |  | Résultats |  |     |     |     |      |
| ---- | --------- | --- | - | - | - | - | -- | -- | ---- |  | --------- |  | --- | --- | --- | ---- |
| 1    | Portugal  | 12  | 4 | 4 | 0 | 0 | 38 | 3  | +35  |  | Portugal  |  | 3-0 | 7-0 | 7-0 | 21-3 |
| 2    | Italie    | 9   | 4 | 3 | 0 | 1 | 19 | 8  | +11  |  | Italie    |  |     | 3-2 | 4-3 | 12-0 |
| 3    | Suisse    | 4   | 4 | 1 | 1 | 2 | 16 | 14 | +2   |  | Suisse    |  |     |     | 2-2 | 12-2 |
| 4    | Allemagne | 4   | 4 | 1 | 1 | 2 | 12 | 18 | -6   |  | Allemagne |  |     |     |     | 7-5  |
| 5    | Autriche  | 0   | 4 | 0 | 0 | 4 | 10 | 52 | -42  |  | Autriche  |  |     |     |     |      |

Poule B
| Rang | Équipe     | Pts | J | G | N | P | Bp | Bc | Diff |  | Résultats  |  |     |     |     |
| ---- | ---------- | --- | - | - | - | - | -- | -- | ---- |  | ---------- |  | --- | --- | --- |
| 1    | Espagne    | 9   | 3 | 3 | 0 | 0 | 20 | 4  | +16  |  | Espagne    |  | 7-1 | 7-2 | 6-1 |
| 2    | Angleterre | 4   | 3 | 1 | 1 | 1 | 8  | 12 | -4   |  | Angleterre |  |     | 5-3 | 2-2 |
| 3    | Andorre    | 3   | 3 | 1 | 0 | 2 | 9  | 12 | -3   |  | Andorre    |  |     |     | 4-0 |
| 4    | France     | 1   | 3 | 0 | 1 | 2 | 3  | 12 | -9   |  | France     |  |     |     |     |

### Tableau final et matchs de classement

#### Tableau final
|  | Demi-Finales | Demi-Finales |          |   | Finale | Finale |
|  | Demi-Finales | Demi-Finales |          |   | Finale | Finale |
|  |              |              |          |   |        |        |
|  |              |              |          |   |        |        |
|  |              |              |          |   |        |        |
|  | Portugal     | 9            |          |   |        |        |
|  | Portugal     | 9            |          |   |        |        |
|  | Angleterre   | 1            |          |   |        |        |
|  | Angleterre   | 1            | Portugal | 2 |        |        |
|  |              |              | Portugal | 2 |        |        |
|  |              | Espagne      | 5        |   |        |        |
|  | Italie       | Espagne      | 5        | 1 |        |        |
|  | Italie       |              |          | 1 |        |        |
|  | Espagne      | 4            |          |   |        |        |
|  | Espagne      | 4            | 3e place |   |        |        |
|  |              |              |          |   |        |        |
|  |              |              |          |   |        |        |
|  |              |              |          |   |        |        |
|  | Angleterre   | 2            |          |   |        |        |
|  | Angleterre   | 2            |          |   |        |        |
|  | Italie       | 0            |          |   |        |        |
|  | Italie       | 0            |          |   |        |        |

#### Matchs de classement
Une nouvelle poule est disputée par les équipes n'ayant pu se qualifier pour les demi-finales. Les matchs déjà disputés lors de la première phase ne sont pas rejoués.
| Rang | Équipe    | Pts | J | G | N | P | Bp | Bc | Diff |  | Résultats |  |     |     |     |      |
| ---- | --------- | --- | - | - | - | - | -- | -- | ---- |  | --------- |  | --- | --- | --- | ---- |
| 1    | Andorre   | 9   | 4 | 3 | 0 | 1 | 12 | 7  | +5   |  | Andorre   |  | 3-5 | 4-0 | 2-1 | 3-1  |
| 2    | Suisse    | 8   | 4 | 2 | 2 | 0 | 22 | 10 | +12  |  | Suisse    |  |     | 3-3 | 2-2 | 12-2 |
| 3    | France    | 7   | 4 | 2 | 1 | 1 | 20 | 10 | +10  |  | France    |  |     |     | 5-3 | 12-0 |
| 4    | Allemagne | 4   | 4 | 1 | 1 | 2 | 13 | 14 | -1   |  | Allemagne |  |     |     |     | 7-5  |
| 5    | Autriche  | 0   | 4 | 0 | 0 | 4 | 8  | 34 | -26  |  | Autriche  |  |     |     |     |      |

## Classement final
| Place              | Équipe     |
| ------------------ | ---------- |
| Médaille d'or      | Espagne    |
| Médaille d'argent  | Portugal   |
| Médaille de bronze | Angleterre |
| 4                  | Italie     |
| 5                  | Andorre    |
| 6                  | Suisse     |
| 7                  | France     |
| 8                  | Allemagne  |
| 8                  | Autriche   |

## Meilleurs buteurs
| #  | Joueur            | Sélection | Buts |
| -- | ----------------- | --------- | ---- |
| 1  | Helder Nunes      | Portugal  | 17   |
| 2  | Daniel Zehrer     | Autriche  | 11   |
| 3  | Louis Devulder    | France    | 10   |
| 4  | Joel Tome         | Andorre   | 9    |
| -  | Diogo Neves       | Portugal  | 9    |
| -  | Robin Simons      | Suisse    | 9    |
| 7  | Marc Julia        | Espagne   | 8    |
| -  | Tiago Jorge       | Portugal  | 8    |
| 9  | David Torres      | Espagne   | 7    |
| 10 | Dario Nardomarino | Italie    | 6    |
| -  | Afonso Santos     | Portugal  | 6    |